# Уфимская железная дорога
Уфимская железная дорога — железная дорога, существовавшая в СССР. Обслуживаемые ей участки железной дороги находились на территории Башкирской АССР, Татарской АССР, Ульяновской, Куйбышевской, Чкаловской и Челябинской областей.
Образована в 1949 году. Граничила с Куйбышевской железной дороги на западе и юго-западе (станции Инза и Похвистнево соответственно) и с Южно-Уральской на востоке (по станции Кропачёво). Состояла из 5 отделений: Абдулинского (Абдулино), Бугульминского (Бугульма), Дёмского (Дёма), Стерлитамакского (Стерлитамак) и Ульяновского (Ульяновск).
По состоянию на 1955 год на отделении имелась две внеклассные станции (Уфа и Дёма), шесть станций 1-го класса (Стерлитамак, Ульяновск-1, Абдулино, Черниковка, Вавилово, Бугульма) и 14 станций второго класса (Чишмы, Часовня-Нижняя, Мелеуз, Сельд, Миньяр, Давлеканово, Чуфарово, Ишимбаево, Туймаза, Нурлат, Мелекесс, Бугуруслан, Салават, Кумертау).
В 1959 году упразднена, войдя в состав Куйбышевской железной дороги.